# Síndrome de taquicardia ortostática postural
El Síndrome de Taquicardia Postural Ortostática (por sus siglas en inglés POTS, o también síndrome de taquicardia postural, PoTS) es una condición de disautonomía, más específicamente, de intolerancia ortostática, en la que un cambio desde la posición supina a una posición vertical provoca un gran y anormal aumento en la frecuencia cardíaca, llamado taquicardia. Varios estudios muestran una disminución del flujo sanguíneo cerebral con sistólica y diastólica del flujo sanguíneo cerebral (FSC), disminuyendo su velocidad en un 44% y 60% respectivamente. Los pacientes con POTS tienen problemas para mantener la homeostasis al estar parados de pie durante cierto tiempo. A veces también ocurre al cambiar de posición, por ejemplo pasando de una silla a otra, o al intentar alcanzar algo por encima de sus cabezas. Algunos pacientes también experimentan síntomas incluso mientras están acostados.

## Fisiopatología
Las causas del "Síndrome de taquicardia ortostática postural" no son todavía plenamente conocidas, aunque se sabe que son diversas. La causa fundamental sería la falta de flujo sanguíneo en la cabeza o en tórax y cómo el cuerpo reacciona ante ello. El desarrollo del síndrome puede ser múltiple: algunos pacientes desarrollan el síndrome después de una infección viral o bacteriana como la mononucleosis o una neumonía. Actualmente se está investigando la relación entre la infección por COVID-19 y el desarrollo de POTS, también hay semejanza, y se discute si son el mismo síndrome, entre covid persistente y POTS. Otras personas lo desarrollan después de sufrir algún trauma, como un accidente de automóvil u otra lesión. Las mujeres a veces desarrollan síntomas durante o después del embarazo. Estas pacientes en general tienen una prognosis menos optimista. En una prueba clínica, un 12.5% de 152 pacientes con el síndrome reportaron una historia familiar de intolerancia ortostática, sugiriendo que puede haber una asociación genética.
En general, se acepta que hay distintos subtipos de POTS dependiendo del mecanismo que acciona el POTS, aunque todavía no se conoce en profundidad y se sabe que los distintos subtipos no son disjuntos y cualquier paciente puede presentar indicios de dos o más subtipos de POTS. Los distintos subtipos serían:
- POTS hipovolémico: una menor cantidad de plasma y sangre en el cuerpo (hipovolemia), debido a la cual el corazón tiene que compensar la caída de flujo sanguíneo ante cambios posturales.
- POTS hiperadrenérgico: una cantidad elevada de noradrenalina al levantarse. El doble de adrenalina al levantarse que en posición supina es considerado normal, para tratarse de un indicio de POTS hiperadrenérgico tendría que elevarse hasta ≥600 pg/mL.[6] Se estima que entre el 30% y el 60% de los pacientes entrarían en esta categoría.[6]
- POTS neuropático: se asocia con la denervación (lo opuesto a la inervación) de los nervios del sistema nervioso simpático en las extremidades inferiores. En este subtipo, se cree que la constricción alterada de los vasos sanguíneos hace que la sangre se acumule en las venas de las piernas. La frecuencia cardíaca aumenta para compensar esta acumulación de sangre y facilitar el retorno venoso. Se estima que el 50% de los casos de POTS sea neuropático.[6]
- POTS secundario: POTS derivado de otra condición médica. Entre ellas, diabetes mellitus,[7] desórdenes gastrointestinales o enfermedades autoinmunes. Se calcula que 1 de cada 7 pacientes con POTS tiene un origen autoinmune.[6]

Otros mecanismos mencionados en la literatura médica son:
- La existencia de desórdenes de compresión en la venas:[8] en particular, el Síndrome de May-Thurner[9] en el que la arteria ilíaca común comprime la vena ilíaca común; o el Síndrome de cascanueces,[10] donde hay una obstrucción en la vena renal izquierda entre la aorta y arteria mesentérica superior.
- La hipotensión intracraneal y la existencia de un derrame del líquido cefalorraquídeo[11][12]

## Diagnóstico

### Criterio diagnóstico
El consenso médico ha establecido que el criterio diagnóstico para el POTS debe cumplir los siguientes puntos: 
1.- Aumento de, por lo menos, 30 pulsaciones por minuto (40 para las personas entre 12 y 19 años) en cambio postural de manera sostenida. En el caso de personas con una frecuencia cardíaca en reposo baja (inferior a 60ppm, lo que se consideraría bradicardia), solo se empezaría a contar a partir de 60ppm (así, una persona con FC en reposo de 55ppm, debería llegar a 90 ppm para cumplir este criterio). A partir de +30ppm en posición ortostática (+40ppm en el caso de adolescentes) se considera una subida anormal, pero es importante recalcar que para el diagnóstico de POTS se precisa de una subida sostenida, usualmente 10 minutos, durante la posición ortostática. No es simplemente un reflejo barorreceptor mayor del habitual (que se considera en un aumento de 10-15ppm).
Para este punto diagnóstico se utiliza la prueba de la mesa inclinada. Como alternativas más sencillas se propone el "Test de 10 minutos de la NASA"o la prueba de "perfil autonómico adaptado" (aAP, en sus siglas en inglés).
2.- Ausencia de hipotensión ortoestática (no hay una caída sostenida de 20mmHg o más de presión arterial). Este criterio sirve para diferenciar y descartar la hipotensión ortostática.
3.- Síntomas frecuentes de intolerancia ortoestática con rápida recuperación en posición supina durante, al menos, 3 meses. Entre los síntomas más frecuentes se dan: fatiga, taquicardias, palpitaciones, temblores, aturdimiento, niebla mental, confusión, dispepsia, acrocianosis, síncope, disnea, visión borrosa, rubor. Este criterio sirve por considerar el POTS una enfermedad crónica con múltime sintomatología (es decir, que sea patológico), o que no sea debido al desacondicionamiento o la deshidratación.
4.- Ausencia de otras condiciones que expliquen taquicardia sinusal. Este criterio debe cumplirse para excluir patologías cardiacas u otras explicaciones de taquicardia ortostática. En la actualidad no existe un biomarcador que pruebe la existencia de POTS, por ello, su diagnóstico es un diagnóstico de exclusión.

### Otros indicadores
Además, otros indicadores que pueden ayudar a corroborar el POTS serían los siguientes. Dependiendo de la fisiopatología del POTS se cumplirán unos u otros:
- Valores anormales del sistema renina-angiotensina-aldosterona (RAAS)[19]
- Valores bajos de aldosterona tanto de pie como en posición supina[19]
- Valores altos de norepinefrina de pie (≥600pg/mL; triplica o más el valor en posición supina)[6]
- Valores bajos en el Transporte de norepinefrina (NET)
- Valores altos de prostaglandina[19]
- Valores de hipovolemia[19]
- Valores anormales en la función sudomotora, especialmente en el test de QSART
- Valores anormales de activación mastocitaria, como en síndrome de activación mastocitaria
- Neuropatía parcial autonómica
- Valores anormales del flujo sanguíneo en las piernas o en la cabeza
- Taquipnea
- Bradipnea postural
- Características físicas de Ehlers-Danlos: puntuación alta en el diagnóstico de Beighton, aracnodactilia, envergadura anormalmente alta, etc.
- Otras características de otras comorbilidades (ver más abajo).

## Tratamiento
La mayoría de los pacientes responden a algún tipo de tratamiento. Cambios de dieta en particular, beber grandes cantidades de agua, aumentar la cantidad de sal en las comidas, y evitar condiciones que empeoren los síntomas, como estar de pie o exponerse a temperaturas ambientales altas, es algo importante para todos los pacientes. Muchas personas se benefician también de la adición de otros tratamientos, como ciertos medicamentos.

### Tratamientos no farmacológicos

#### Cambios en la dieta
Beber más agua mejora los síntomas de casi todos los pacientes, por lo que es recomendable beber de dos a tres litros de agua al día.
Se ha demostrado que el alcohol exacerba drásticamente todos los tipos de intolerancia ortostática debido a sus propiedades de vasodilatación y deshidratación, además de sus efectos adversos, que interactúan de manera desfavorable con muchos de los medicamentos prescritos para pacientes del síndrome, por lo que debería ser evitado.
Las comidas pequeñas y frecuentes (5 o 6 comidas ligeras al día) pueden reducir los síntomas gastrointestinales asociados con el síndrome, al exigir el desvío de menos sangre al abdomen y reducir los síntomas dispepsia o gastroparesia.
El aumento de la ingesta de sal (de 3 a 10 gramos de sal al día), añadir sal a la comida, tomar tabletas de sal o bebidas deportivas con electrolitos es un tratamiento que se utiliza a menudo; es una forma eficaz de aumentar la presión arterial en muchos pacientes con hipotensión ortostática, ya que ayuda al cuerpo a retener agua y por lo tanto a la expansión del volumen sanguíneo. Las comidas abundantes, especialmente ricas en hidratos de carbono, pueden causar una reducción en la presión arterial y exacerbar los síntomas en los pacientes, por lo que no son recomendables.
La cafeína ayuda a algunos pacientes por sus propiedades estimulantes; a otros, sin embargo, puede empeorarles la condición.

#### La fisioterapia y el ejercicio
El ejercicio es muy importante para mantener la fuerza muscular y evitar el deterioro físico. Aunque muchos pacientes reportan grandes dificultades para el ejercicio físico, es importante para controlar los síntomas y, con el tiempo, mejorar la condición. Los ejercicios que mejoran la musculatura de las piernas, muslos y abdomen pueden ayudar en la mejora del bombeo sanguíneo y, por lo tanto, la prevención de la acumulación de sangre en las extremidades inferiores y el abdomen.
El ejercicio aeróbico suave durante 20 minutos al día, tres veces a la semana, es recomendable para los pacientes que puedan tolerarlo. Ciertas modalidades de ejercicio pueden ser más fácilmente tolerables, como la bicicleta reclinada, remo o la natación. El ejercicio moderado en posición vertical puede beneficiar a los pacientes a través de la formación ortostática. Todos los programas de ejercicios deben comenzar con ejercicios de baja intensidad durante un período corto de tiempo, y aumentar lentamente.Se han propuesto dos modelos específicos para el tratamiento de POTS: el de Levine y sus variantes, de la Universidad de Dallas; y el "ADaPT" de la Universidad de Utah.

#### La compresión del cuerpo
Las prendas de compresión pueden reducir los síntomas asociados con la intolerancia ortostática mediante la constricción de la presión arterial con la presión externa del cuerpo.
Dispositivos de compresión, como fajas abdominales y medias de compresión, ayudan a reducir la cantidad de sangre puesta en común. Las medias de compresión deben ser de al menos 30-40 mm Hg y funcionan mejor si son de talle hasta la cintura. Las medias de compresión deben estar equipadas para lograr el mayor beneficio. Trajes de compresiones (Trajes-G) también se han utilizado con algunos buenos resultados.

#### Cambios en el estilo de vida
Inclinar la cama en un ángulo de 10º(alrededor de 31cm en una cama de 1,8m) puede también ayudar a aliviar los síntomas, al expandir el volumen sanguíneo extracelular. Algunos pacientes informan que los síntomas empeoran con los cambios en la presión barométrica. Estos pacientes pueden encontrar alivio al mudarse a una nueva ubicación donde la presión barométrica es relativamente estable, por ejemplo San Diego.
El calor también puede ser un factor que empeore la taquicardia ortostática, ya que hace que las venas se dilaten y dificulta la llegada de la sangre a la parte superior del cuerpo. Baños o duchas frías pueden ayudar a mejorar ese problema, ya que se contraen las venas con el frío, siendo además aconsejable usar una banqueta o taburete de ducha para no mantener el cuerpo en posición vertical.

### Tratamiento farmacológico
Diversas clases de medicamentos proporcionan cierto control y alivio sobre los síntomas del Síndrome de Taquicardia Postural Ortostática. Los tratamientos deben ser cuidadosamente analizados debido a la sensibilidad a la medicación a menudo asociada con pacientes, además cada uno responderá a las diferentes terapias de diferentes maneras, según la propia fisiopatología del POTS.

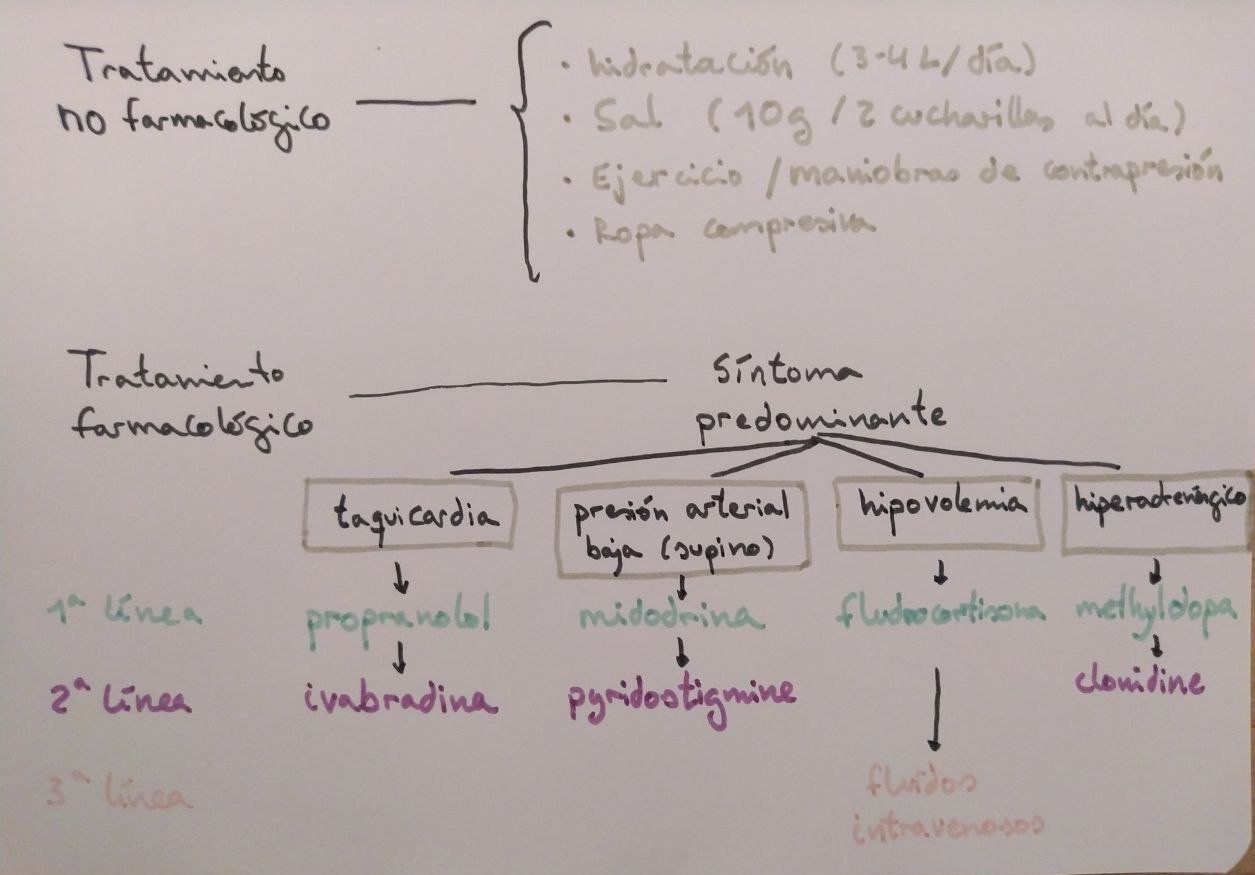
Algoritmo de tratamiento sugerido por la "Canadian Journal of Cardiology" para pacientes con POTS

La Fludrocortisona o Florinef es generalmente uno de los fármacos más usados para el alivio sintomático. Se trata de un corticoide mineral utilizado para aumentar la retención de sodio, y por lo tanto, incrementar el volumen sanguíneo y la presión arterial. Un aumento en la ingesta de sodio y agua debe coincidir con la terapia de fludrocortisona para un tratamiento eficaz.
Los Beta-bloqueadores como atenolol, metoprolol y propranolol a menudo se prescriben para tratar el Síndrome de Taquicardia Postural Ortostática. Estos medicamentos reducen el ritmo cardíaco elevado (taquicardia) que experimentan los pacientes. Hacen que el corazón sea más eficiente al aumentar el tiempo de permanencia en la diástole, con lo que permite más tiempo para que el ventrículo izquierdo se llene de sangre. Sin embargo, los betabloqueadores son una espada de doble filo, debido a que también inhiben la liberación de renina desde el aparato yuxtaglomerular en los riñones. Esto disminuye la cantidad de aldosterona circulante, lo que disminuirá el volumen de sangre debido al aumento de la excreción de sodio. Dicho esto, los betabloqueadores son solo algunos de los fármacos más usados para tratar este síndrome, y con frecuencia son útiles debido a su capacidad para mitigar algunos de los síntomas más angustiantes (taquicardia refleja, por ejemplo). Desafortunadamente, en algunos casos también disminuyen la presión arterial (PA) al disminuir la frecuencia cardíaca y la contractilidad miocárdica. Este descenso de la PA puede ser compensado por otra medicación común, midodrina. Algunos betabloqueadores, como acebutolol y pindolol, tienen actividad simpaticomimética intrínseca (ISA). Esto significa básicamente que son agonistas parciales. Ellos actuarán como antagonistas (bloqueadores beta regulares) en presencia de exceso de norepinefrina endógena, pero en realidad activan los receptores beta cuando el tono simpático es bajo. Estas características podrían ser útiles en algunos pacientes del síndrome (no la variedad hiperadrenérgico) por el hecho de que ellos no causan tanta disminución en la frecuencia cardíaca o de la presión arterial en reposo. Pero tendrían definitivamente bloquear el aumento de catecolaminas que asalta a estos pacientes durante el ortostatismo.[cita requerida]
Midodrina (Proamatine), ha sido aprobado por los EE. UU. Food and Drug Administration (FDA) para el tratamiento de la hipotensión ortostática, que es uno de los signos / síntomas característicos del Síndrome de Taquicardia Postural Ortostática. Es un estimulante del SNC que no causa vasoconstricción y de este modo aumenta la presión arterial y permite que más sangre para regresar a las partes superiores del cuerpo. El uso de midodrina a veces se suspende debido a efectos secundarios (sarpullidos de piel, picazón del cuero cabelludo), y se sabe que causa hipertensión supina (presión arterial alta al acostarse). Algunos médicos prefieren empezar el uso de midodrina en los pacientes sin el uso concomitante de bloqueadores beta, y luego añadirlos una vez que la dosis de midodrina se ha ajustado correctamente. Esto le da tiempo a la midodrina a que comience a subir la presión arterial del paciente, que a menudo ayuda a evitar la hipotensión, que es un efecto secundario común de los bloqueadores beta. Obviamente la reducción de la presión arterial de un paciente exacerbaría cualquier hipotensión ortostática existente o empeorararía la intolerancia ortostática. Adicionalmente, las acciones vasoconstrictoras de la midodrina pueden desencadenar una bradicardia refleja, por lo tanto, lo mejor es ver cómo el corazón de una persona se ve afectada por la droga antes de dar un betabloqueante que disminuirá aún más el ritmo cardíaco.
Recientemente, se ha informado que también sea eficaz el Modafinil. Especialmente para la fatiga[cita requerida]
En algunos casos, cuando el aumento de líquidos por vía oral y la ingesta de sal no son suficiente, la solución salina por vía intravenosa se utiliza para ayudar a aumentar el volumen de sangre, ya que muchos pacientes sufren de hipovolemia. El aumento de volumen de sangre puede disminuir los síntomas causados o agravados por bajo volumen de sangre, tales como taquicardia, presión arterial baja, fatiga y síncope. La solución salina se puede administrar en una sala de urgencias en hospitales, de una forma regular en un centro médico, o en casa con la ayuda de una enfermera de atención domiciliaria. Muchos pacientes reportan una profunda mejoría en sus síntomas (aunque de corta duración) tras una dosis de solución salina intravenosa.
En el Reino Unido, la ivabradina se ha utilizado para tratar a pacientes sintomáticos con buenos resultados. Ivabradina actúa reduciendo el ritmo cardíaco en un mecanismo diferente a la de los bloqueadores beta y los bloqueadores de los canales de calcio, dos fármacos antianginosos comúnmente prescritos. Se clasifica como un agente cardiotónico.
Los antidepresivos, los inhibidores selectivos de recaptación de serotonina en especial (ISRS), como fluoxetina (Prozac), sertralina (Zoloft), citalopram (Celexa), escitalopram (Lexapro), y paroxetina (Paxil), pueden ser muy eficaces en la re-regulación del sistema nervioso autónomo y el aumento de la presión arterial. Algunos estudios indican que los inhibidores selectivos de la recaptación de serotonina y norepinefrina (IRSN), como venlafaxina (Effexor) y duloxetina (Cymbalta) son aún más eficaces. Los antidepresivos tricíclicos y los inhibidores de la monoamino oxidasa son recetados en raras ocasiones. Una combinación de dos antidepresivos, por lo general un ISRS o IRSN con bupropión (Wellbutrin) o mirtazapina (Remeron), también ha demostrado ser muy eficaz.[cita requerida]
Los medicamentos usados para tratar el trastorno por déficit de atención y desorden de hiperactividad de déficit de atención, tales como el metilfenidato (Ritalin) y Adderall aumentan efectivamente la norepinefrina y los niveles de dopamina, lo que aumenta la vasoconstricción y la presión arterial[cita requerida].
Recientemente se ha convertido en una creencia popular de que la marihuana médica puede tener efectos positivos sobre los pacientes de POTS. Sin embargo, hay poca evidencia que apoya su eficacia, y los componentes activos de la marihuana se asocian a menudo con la hipotensión postural.
Hay informes anecdóticos de los beneficios que se derivan de extracto de semilla de Castaño de Indias (escina), glutinosa Rehmannia, raíz de regaliz, ulmoides Eucommia, diosmina y Ruscus aculeatus (Rusco)[cita requerida]. Sin embargo, actualmente no hay investigación que apoye la eficacia de estas hierbas en el Síndrome de Taquicardia Postural Ortostática.

## Comorbilidades
Si bien la fisiopatología del POTS no se ha entendido enteramente, se ha documentado que es frecuente la aparición de distintas comorbilidades de otras enfermedades crónicas. Entre las más habitualesse encuentran:
- Migraña
- Síndrome del intestino irritable
- Síndromes de Ehlers-Danlos,[41] en especial el tipo III, hipermóvil
- Síndrome de activación mastocitaria[41]
- Síndrome de fatiga crónica
- Gastroparesia
- Fibromialgia
- Fenómeno de Raynaud
- Asma
- Síncope vasovagal
- Esofagitis eosinofílica y otros desórdenes digestivos eosinofílicos.[42]
- Enfermedades autoinmunes como: celiaquía, tiroidismo de Hashimoto, síndrome de Sjögren, artritis reumatoide, lupus eritematoso sistémico y otras.

## Historia
El POTS fue nombrado por primera vez e identificado por Schondorf y Low en 1993. Sin embargo, el síndrome se ha descrito en estudios médicos que se remontan, por lo menos, a finales del siglo XIX. En 1871, Jacob Mendes Da Costa describió una condición médica que se asemeja al actual POTS, tras observar taquicardias posturales en soldados de la guerra civil americana. Por ello se le reconoció como el mal del "corazón de soldado", "síndrome Da Costa", o "síndrome de corazón irritable", como el propio médico la describió. Asimismo, en 1982 fue acuñado el "síndrome de taquicardia postural". 
La hipertensión asociada con POTS ha sido previamente descrita como el "síndrome hiperadrenérgico" por Streeten[cita requerida], y como "hipovolemia Idiopática" por Fouad. La hipotensión asociada con POTS ha sido previamente descrita como "hipotensión mediada neuralmente".